# Jerofiejewskaja
Jerofiejewskaja (ros. Ерофеевская) – wieś w Rosji, w rejonie charowskim obwodu wołogodzkiego. W 2010 r. liczyła 11 mieszkańców.